# Hibernian Football Club 2016-2017
Questa voce raccoglie le informazioni riguardanti l'Hibernian Football Club nelle competizioni ufficiali della stagione 2016-2017.

## Stagione
- In Scottish Championship l'Hibernian si classifica al primo posto (71 punti), vince per la 6ª volta la seconda serie ed è promosso in Scottish Premiership.
- In Scottish Cup è eliminato in semifinale dall'Aberdeen (2-3).
- In Scottish League Cup è eliminato al secondo turno dal Queen of the South (1-3).
- In Europa League è eliminato al secondo turno preliminare dai danesi del Brøndby (1-1 complessivo, 3-5 ai rigori).

## Maglie e sponsor
| Casa | Trasferta |

## Rosa
| N. |                             | Ruolo | Calciatore            |
| -- | --------------------------- | ----- | --------------------- |
| 1  | Israele (bandiera)          | P     | Ofir Marciano         |
| 2  | Scozia (bandiera)           | D     | David Gray (capitano) |
| 4  | Scozia (bandiera)           | D     | Paul Hanlon           |
| 5  | Inghilterra (bandiera)      | D     | Liam Fontaine         |
| 6  | Inghilterra (bandiera)      | C     | Marvin Bartley        |
| 7  | Scozia (bandiera)           | C     | John McGinn           |
| 8  | Scozia (bandiera)           | C     | Fraser Fyvie          |
| 9  | Inghilterra (bandiera)      | A     | Grant Holt            |
| 10 | Scozia (bandiera)           | C     | Dylan McGeouch        |
| 15 | Irlanda del Nord (bandiera) | D     | Brian McLean          |
| 16 | Scozia (bandiera)           | D     | Lewis Stevenson       |
| 17 | Scozia (bandiera)           | C     | Martin Boyle          |
| 19 | Scozia (bandiera)           | A     | James Keatings        |

| N. |                     | Ruolo | Calciatore      |
| -- | ------------------- | ----- | --------------- |
| 22 | Scozia (bandiera)   | C     | Andrew Shinnie  |
| 23 | Scozia (bandiera)   | D     | Jordon Foster   |
| 24 | Scozia (bandiera)   | D     | Darren McGregor |
| 25 | Nigeria (bandiera)  | D     | Efe Ambrose     |
| 27 | Giamaica (bandiera) | C     | Chris Humphrey  |
| 29 | Scozia (bandiera)   | A     | Brian Graham    |
| 31 | Scozia (bandiera)   | P     | Ross Laidlaw    |
| 32 | Scozia (bandiera)   | P     | Scott Gallacher |
| 33 | Scozia (bandiera)   | C     | Alex Harris     |
| 35 | Scozia (bandiera)   | A     | Jason Cummings  |
| 43 | Scozia (bandiera)   | D     | Callum Crane    |
| 48 | Scozia (bandiera)   | C     | Scott Martin    |

## Risultati

### Scottish Championship
| Arbitro: | Kevin Clancy |

|                  |           |                                      |
| Craig Sibbald 9’ | Marcatori | 2’ Jason Cummings 48’ Jason Cummings |

| Arbitro: | Willie Collum |

|                                                    |           |                  |
| Ben Richards-Everton 33’ (aut.) Jason Cummings 78’ | Marcatori | 58’ Gavin Reilly |

| Arbitro: | Don Robertson |

|  |           |                                       |
|  | Marcatori | 22’ Jason Cummings 32’ Jason Cummings |

| Arbitro: | Alan Muir |

|                                                                       |           |  |
| Andrew Shinnie 29’ Grant Holt 41’ Jason Cummings 54’ Brian Graham 74’ | Marcatori |  |

| Arbitro: | Greg Aitken |

|  |           |                           |
|  | Marcatori | 32’ (rig.) Jason Cummings |

| Arbitro: | Nick Walsh |

|                    |           |                                       |
| Jason Cummings 50’ | Marcatori | 74’ Conrad Balatoni 80’ Brian Gilmour |

| Dumfries 24 settembre 2016, ore 16:00 7ª giornata | Queen of the South | 0 – 0 referto | Hibernian | Palmerston Park (3.703 spett.)\| Arbitro: \| Steven McLean \| |
| Arbitro:                                          | Steven McLean      |               |           |                                                               |

| Arbitro: | Craig Thomson |

|                    |           |                        |
| James Keatings 35’ | Marcatori | 68’ William Edjenguélé |

| Kirkcaldy 15 ottobre 2016, ore 16:00 9ª giornata | Raith Rovers   | 0 – 0 referto | Hibernian | Stark's Park (3.753 spett.)\| Arbitro: \| Stephen Finnie \| |
| Arbitro:                                         | Stephen Finnie |               |           |                                                             |

| Arbitro: | Alan Muir |

|                                |           |                                                                   |
| Kallum Higginbotham 22’ (rig.) | Marcatori | 55’ (aut.) Lee Ashcroft 66’ (rig.) Grant Holt 90'+1’ Brian Graham |

| Arbitro: | Don Robertson |

|                                |           |  |
| Martin Boyle 8’ Grant Holt 34’ | Marcatori |  |

| Arbitro: | Kevin Clancy |

|  |           |                                                   |
|  | Marcatori | 28’ Martin Boyle 77’ Martin Boyle 84’ John McGinn |

| Arbitro: | John Beaton |

|                 |           |                |
| Paul Hanlon 83’ | Marcatori | 78’ John Baird |

| Arbitro: | Craig Charleston |

|                                                                          |           |  |
| Brian Graham 8’ Chris Higgins 42’ (aut.) David Gray 52’ Martin Boyle 65’ | Marcatori |  |

| Arbitro: | Bobby Madden |

|                        |           |  |
| Tony Andreu 73’ (rig.) | Marcatori |  |

| Arbitro: | Dr John McKendrick |

|                                  |           |  |
| Paul Hanlon 45’ Brian Graham 76’ | Marcatori |  |

| Arbitro: | Steven McLean |

|                 |           |                    |
| Gary Oliver 79’ | Marcatori | 81’ Jason Cummings |

| Arbitro: | Greg Aitken |

|                  |           |                      |
| Martin Boyle 88’ | Marcatori | 49’ Jean-Yves M'voto |

| Arbitro: | Crawford Allan |

|                   |           |                                     |
| Craig Sibbald 15’ | Marcatori | 17’ Jason Cummings 87’ Kris Commons |

| Arbitro: | Willie Collum |

|                                                      |           |  |
| Jason Cummings 6’ Jason Cummings 26’ John McGinn 81’ | Marcatori |  |

| Arbitro: | Nick Walsh |

|  |           |                  |
|  | Marcatori | 14’ Kris Commons |

| Arbitro: | Steven McLean |

|  |           |                 |
|  | Marcatori | 52’ John McGinn |

| Arbitro: | Crawford Allan |

|                    |           |                    |
| Jason Cummings 74’ | Marcatori | 4’ Robbie Crawford |

| Arbitro: | Craig Charleston |

|                    |           |                    |
| Ryan Stevenson 52’ | Marcatori | 60’ Jason Cummings |

| Arbitro: | John Beaton |

|                                           |           |                                           |
| Martin Boyle 6’ Jason Cummings 24’ (rig.) | Marcatori | 26’ Paul McMullan 46’ Kallum Higginbotham |

| Arbitro: | Euan Anderson |

|                                             |           |  |
| Stelios Dimitriou 35’ Stelios Dimitriou 46’ | Marcatori |  |

| Edimburgo 29 marzo 2017, ore 20:45 27ª giornata | Hibernian  | 0 – 0 referto | Greenock Morton | Easter Road Stadium (15.149 spett.)\| Arbitro: \| Nick Walsh \| |
| Arbitro:                                        | Nick Walsh |               |                 |                                                                 |

| Arbitro: | Don Robertson |

|  |           |                    |
|  | Marcatori | 39’ Jason Cummings |

| Arbitro: | Gavin Duncan |

|                                           |           |                                              |
| Daniel Harvie 57’ (aut.) Martin Boyle 83’ | Marcatori | 37’ (rig.) Christian Nadé 62’ Robert Thomson |

| Arbitro: | Kevin Clancy |

|                                       |           |                   |
| Efe Ambrose 75’ James Keatings 90'+2’ | Marcatori | 77’ Craig Sibbald |

| Arbitro: | Greg Aitken |

|                                |           |                 |
| Kallum Higginbotham 59’ (rig.) | Marcatori | 12’ John McGinn |

| Arbitro: | Bobby Madden |

|                               |           |                    |
| Lawrence Shankland 66’ (rig.) | Marcatori | 34’ Jason Cummings |

| Arbitro: | Barry Cook |

|                                                        |           |  |
| Darren McGregor 13’ Darren McGregor 38’ David Gray 48’ | Marcatori |  |

| Arbitro: | Greg Aitken |

|                                                         |           |                                    |
| James Keatings 41’ Grant Holt 81’ James Keatings 90'+3’ | Marcatori | 67’ Declan McManus 85’ Ryan Hardie |

| Arbitro: | Stephen Finnie |

|  |           |                                                                           |
|  | Marcatori | 27’ Jason Cummings 30’ Martin Boyle 66’ James Keatings 72’ Jason Cummings |

| Arbitro: | Alan Muir |

|                |           |              |
| Grant Holt 49’ | Marcatori | 60’ Rory Loy |

### Scottish Cup
| Arbitro: | Alan Muir |

|                         |           | |
| Dean Hoskins 33’ (rig.) | Marcatori | 11’ Andrew Shinnie 15’ James Keatings 24’ Chris Humphrey 52’ Jason Cummings 61’ Lewis Stevenson 72’ Jason Cummings 76’ James Keatings 82’ Jordon Forster |

| Edimburgo 12 febbraio 2017, ore 13:30 Ottavi | Hearts        | 0 – 0 referto | Hibernian | Tynecastle Park (16.971 spett.)\| Arbitro: \| Willie Collum \| |
| Arbitro:                                     | Willie Collum |               |           |                                                                |

| Arbitro: | Steven McLean |

|                                                      |           |                             |
| Jason Cummings 21’ Grant Holt 37’ Andrew Shinnie 63’ | Marcatori | 70’ (rig.) Esmaël Gonçalves |

| Arbitro: | Nick Walsh |

|                                                             |           |                    |
| John McGinn 7’ Jason Cummings 12’ (rig.) James Keatings 79’ | Marcatori | 33’ Craig McGuffie |

| Arbitro: | John Beaton |

|                                   |           |                                                             |
| Grant Holt 36’ Dylan McGeouch 60’ | Marcatori | 1’ Adam Rooney 25’ Ryan Christie 86’ (aut.) Darren McGregor |

### Scottish League Cup
| Arbitro: | Euan Anderson |

|                 |           |                                                        |
| Paul Hanlon 22’ | Marcatori | 66’ Stephen Dobbie 82’ Grant Anderson 86’ Lyndon Dykes |

### UEFA Europa League
| Arbitro: | Juan Martínez Munuera |

|  |           |                  |
|  | Marcatori | 1’ Kamil Wilczek |

| Arbitro: | Marius Avram |

|  |                      |                |
|  | Marcatori            | 64’ David Gray |
|  | Tiri di rigore 5 – 4 |                |